# 格雷丝·哈特曼
格雷丝·哈特曼（英語：Grace Hartman，1907年1月7日—1955年8月8日），女，美国演员。曾获得托尼奖最佳音乐剧女主角。